# César Olivera
César Olivera, vollständiger Name César Aníbal Olivera Angellini, (* 25. Februar 1964 in Montevideo) ist ein ehemaliger uruguayischer Fußballspieler und heutiger Trainer.

## Karriere

### Spielertätigkeit
Torhüter Olivera gehörte zu Beginn seiner Karriere von 1979 bis Ende 1983 der Reservemannschaft (Formativas) von Peñarol Montevideo an. Bei den „Aurinegros“ wurde er zunächst uruguayischer Meister mit der Nachwuchsmannschaft und gehörte 1982 auch dem Profiteam an, das die Landesmeisterschaft gewann. Anschließend war er bis Ende 1985 beim Club Sportivo Cerrito aktiv. 1986 folgte eine Karrierestation beim Club Atlético Basáñez. Von 1987 bis 1996 spielte er in der Liga Rochense de Fútbol und für die Departamento-Auswahl von Rocha. Er gewann in dieser Karrierephase viermal die Ost-Meisterschaft und wurde zweimal Vizemeister im von der OFI ausgespielten Wettbewerb um die uruguayische Meisterschaft des Landesinneren. 1996 wurde Olivera als „Sportler des Jahres“ von Rocha im Bereich Fußball geehrt und erhielt ebenfalls die Auszeichnung „Balón de Oro“ als bester Torhüter des Landesinneren. Von 1997 bis Ende 1999 war der Colón FC sein Arbeitgeber. Anfang 2000 trat er ein bis zur Jahresmitte 2003 währendes Engagement beim Rocha FC an. Dort war Olivera Mitglied der Mannschaft des Rocha FC, die am 18. Februar 2000 im Estadio Luis Tróccoli in Montevideo gegen Racing das erste Profispiel des Klubs in der Primera División absolvierte. Im Saisonverlauf wurde er zudem mindestens noch in der Partie gegen Nacional Montevideo (15. April 2000) eingesetzt. Sodann schloss Olivera sich bis 2006 dem Palermo Fútbol Club an.

### Trainerlaufbahn
Nach der aktiven Karriere schlug Olivera eine Trainerlaufbahn ein. Zunächst trainierte er 2006 den Nachwuchs des Palermo Fútbol Club und wurde mit der U-18 Meister. Als Trainer der Departamento-Auswahl von Rocha gewann er in jenem Jahr die Meisterschaft des Ostens und war 2007 sodann in der Liga Rochense de Fútbol für sämtliche Auswahlmannschaften des Departamentos in allen Alterskategorien verantwortlich. Im selben Jahr gewann er zudem als Trainer der Nachwuchsteams des Palermo Fútbol Club mit der U-15 die Meisterschaft in der Apertura, Clausura und der Liguilla. Zudem betreute er die Herrenmannschaft in der Primera Division auf OFI-Ebene. Ebenfalls 2007 wurde er als Trainer des Jahres des Ostens (Mejor Entrenador del Este) ausgezeichnet. Im Januar 2008 nahm er ein Engagement als Co-Trainer bei River Plate Montevideo in Montevideo an. Diese Position hatte er bis zum 6. Januar 2009 inne, als er vom Rocha FC als Cheftrainer verpflichtet wurde. Am 27. April jenes Jahres trennte sich Olivera und der Verein. Es folgten zwei Karrierestationen im Trainerstab Juan Ramón Carrascos als Torwarttrainer von Ende Dezember 2011 bis Mitte Juni 2012 bei Athletico Paranaense und von Mitte September bis Ende November 2012 beim Danubio FC. Vom 28. Januar 2013 bis zum 7. Mai desselben Jahres wirkte er erneut auf der Cheftrainerposition des Rocha FC. Am 23. Juni 2015 übertrug ihm River Plate Montevideo die Torwarttraineraufgabe. Diese Tätigkeit endete am 26. September 2016.

### Erfolge
- Uruguayischer Meister: 1982